# Комитет по телевидению и радиовещанию Леноблгорисполкомов
Комитет по телевидению и радиовещанию Леноблгорисполкомов — государственная вещательная организация города Санкт-Петербург и Ленинградской области, существовавшая с 13 мая 1958 до 1 марта 1991 года.

## Деятельность
Телерадиоорганизация вела:
- вещание по ленинградской телепрограмме (телепрограмме «ЛП»), в 1960-е гг. состоявшей из местных передач и передач 1-й программы Центрального телевидения, в 1950-е и в 1970-1990-х гг. — только из ленинградских передач, её передачи ретранслировались в Белгородской, Новгородской, Вологодской, Орловской и Саратовской областей;
- вещание по ленинградские радиопрограмме, состоявшей из местных передач и передач 1-й программы Всесоюзного радио.

## Подчинённость и руководство
Телерадиоорганизация находилась в тройном подчинении Государственного комитета СССР по телевидению и радиовещанию, Исполнительного комитета Ленинградского городского совета народных депутатов и Исполнительного комитета Ленинградского областного совета народных депутатов. Возглавлялась председателем.

## Хронология названия организация
| Дата                          | Название                                                  | Полное название                           |
| ----------------------------- | --------------------------------------------------------- | ----------------------------------------- |
| 13 июля 1928 — 1930           | Ленинградский широковещательный радиоузел                 | Ленинградский широковещательный радиоузел |
| 1930 — 30 марта 1933          | Ленинградский радиоцентр                                  | Ленинградский радиоцентр                  |
| 31 марта 1933 — 31 марта 1937 | Ленинградский комитет по радиовещанию                     | Ленинградский радиокомитет                |
| 1 апреля 1937 — 1953          | Ленинградский радиотелецентр                              | Ленинградский радиокомитет                |
| 1953 — 31 августа 1957        | Ленинградский радиотелецентр                              | Ленинградский радиоотдел                  |
| 1 сентября 1957 — 13 мая 1958 | Ленинградский комитет по телевидению и радиовещанию       | Лентелерадио                              |
| 13 мая 1958 — 11 апреля 1991  | Комитет по телевидению и радиовещанию Леноблгорисполкомов | Лентелерадио                              |

## Подразделения
- главные редакции программ и выпуска Ленинградского телевидения;
- тематические главные редакции Ленинградского телевидения;
- главные редакции программ и выпуска Ленинградского радио;
- тематические главные редакции Ленинградского радио.

## Подведомственные организации
Подведомственной организацией телерадиоорганизации являлось государственное предприятие «Ленинградский радиотелецентр».